# Дерцелі
Дерцелі (груз. დერცელი) — село в Грузії.
За даними перепису населення 2014 року в селі проживає 255 осіб.